# Нові матеріали з археології Прикарпаття і Волині
«Нові матеріали з археології Прикарпаття і Волині» — видання Інституту суспільних наук АН УРСР / Інституту суспільних наук АН України (відділу археології). Відповідальний редактор — В.Цигилик. 1-й випуск (1991) охоплює результати польових досліджень за 1986–88, а у збірнику № 2 (1992) вміщені тези виступів на конференції, присвяченій 90-річчю від дня народження видатного українського археолога, професора М.Смішка (м. Львів, 3–6 листопада 1990). У збірниках висвітлюються результати досліджень із різних питань історії та культури, починаючи від палеоліту і до часів середньовіччя, заходу України й суміжних територій.